# Cannibal Corpse

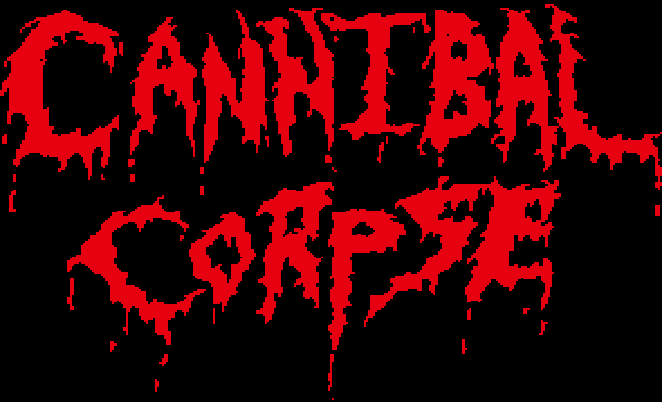
Primer logotipo de la banda, diseñado por Chris Barnes y utilizado durante sus 4 primeros álbumes.

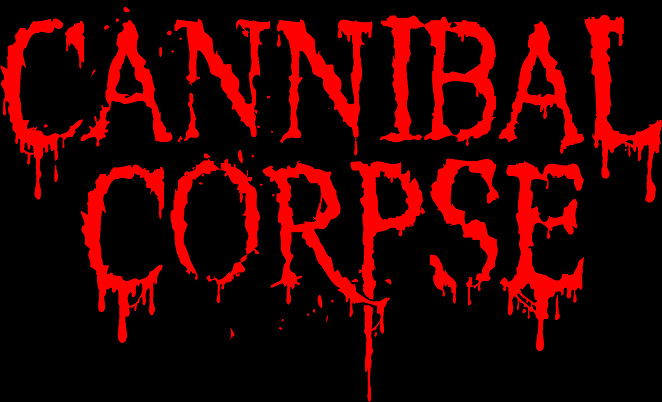
Logotipo actual de la banda, utilizado en 1995 hasta ahora, con la entrada de George "Corpsegrinder" Fisher (Vocalista actual)

Cannibal Corpse es una banda estadounidense de death metal formada en Búfalo, Nueva York, en 1988 por el vocalista Chris Barnes, el bajista Alex Webster, los guitarristas Jack Owen, Bob Rusay y el batería Paul Mazurkiewicz.
Según la firma auditora Nielsen SoundScan, Cannibal Corpse es una de las bandas de death metal más exitosa, vendiendo en todo el mundo más de un millón de copias de sus álbumes, técnicamente sin tener representación en radio o televisión.
Son conocidos por sus controvertidas y violentas letras e ilustraciones de portada, lo que les ha llevado a ser censurados en varios países.

## Historia
Cannibal Corpse surgió de la unión de tres bandas de la ciudad de Búfalo, Beyond Death (Webster y Owen), Leviathan (Barnes) y Tirant Sin (Barnes, Rusay y Mazurkiewicz). El grupo actuó por primera vez en el Buffalo's River Rock Cafe en abril de 1989, tras grabar un demo titulado simplemente Cannibal Corpse. 
Poco después de un año tras ese primer concierto, la banda firmó un contrato con Metal Blade Records, quienes distribuyeron su álbum debut Eaten Back to Life (1990). 
Originalmente, las principales influencias de Cannibal Corpse fueron bandas de thrash metal, como Sodom,Kreator,  Dark Angel, Metallica, Sadus, Slayer y Possessed, aunque posteriormente se inspirarían en bandas de death metal como Death, Autopsy, Morbid Angel e Immolation.
La música de Cannibal Corpse se puede reconocer por su rápido tempo y el uso de la voz gutural. Las letras e ilustraciones de las portadas de sus álbumes tienen una marcada temática violenta, a menudo con tintes sexuales y sangrientos, y si bien otras bandas del mismo estilo intentan un acercamiento poético a estas temáticas líricas, Cannibal Corpse no intentan ser sutiles en absoluto. Se considera que Cannibal Corpse fue uno de los grupos que intervinieron en la creación del brutal death metal, mucho más agresivo y rápido que el death metal. 
Sus álbumes han sido censurados y prohibidos en varios países, incluyendo Alemania, donde no tuvieron permitido tocar canciones de sus tres primeros discos en concierto hasta junio de 2006, y en Baviera, donde no sólo la reproducción de sus álbumes está prohibida, sino que no se pueden mostrar las portadas (dibujadas por Vincent Locke) ni imprimir las letras en los libretos.
El cantante George Fisher ha declarado en más de una vez su frustración por la censura. "Podemos tocar "Dismembered and Molested" (Desmembrado y acosado sexualmente) en Alemania, pero no "Born in a Casket" (Nacido en un ataúd). 
Al igual que los directores de películas de zombis, Cannibal Corpse se enorgullece de lo gráfico de su temática, viéndolo como una forma radicalizada de entretenimiento. George Fisher declaró para el documental Metal: A Headbanger's Journey "es arte, tan sólo debe ser considerado arte. Sí, es repulsivo... pero ve al Vaticano y echa un vistazo a las obras de arte que te encontrarás ahí. Son reales, representan algo que es real, que podría pasar. Esto [...] nunca va a pasar... no va a haber monstruos que salgan de los cuerpos de la gente".
En 1994, Chris Barnes es despedido del grupo por diferencias musicales, la banda ya no estaba satisfecha por su rendimiento vocal, entre otros problemas creativos (actualmente es el cantante de Six Feet Under y Torture Killer), y fue reemplazado por George Fisher, hasta entonces conocido por su trabajo en Monstrosity. Desde entonces sus fanáticos y seguidores han discutido sobre cuál es el mejor vocalista de la agrupación, pues Barnes dejó una clara huella en la época más clásica, sin embargo Fisher ha destacado por su presencia en el escenario y potencia en la voz.
En mayo de 1995 el entonces senador Bob Dole hizo una referencia directa a la banda, acusándoles de violar la "decencia humana". Es muy conocido también el cameo que realizó el grupo en la película Ace Ventura: Pet Detective (1994), interpretando su canción "Hammer Smashed Face"; Jim Carrey, el protagonista de la película, insistió en que aparecieran porque es su banda de música favorita.
Jack Owen dejó Cannibal Corpse en 2004 para pasar más tiempo con su segunda banda, Adrift, y se unió a Deicide a finales de 2005. Jeremy Turner de Origin le reemplazó en su puesto de segundo guitarrista durante la gira "Tour Of The Wretched" de 2004. 
Recientemente Rob Barrett, antiguo miembro de Cannibal Corpse (participó en Vile y The Bleeding) volvió a unirse a la banda para tocar en festivales. Rob dejó oficialmente Malevolent Creation y pasó a formar parte de forma permanente de Cannibal Corpse con Kill (2006).
En 2005 el libro de visitas de la página oficial de Cannibal Corpse tuvo que ser cerrado a causa de acciones vandálicas por parte de gente no interesada en la banda, que se burlaban no solo de ella sino del estilo musical death metal en general. La preparación del nuevo álbum Evisceration Plague (2009), comenzó en noviembre de 2007, siendo muy bien recibido por los fanes. Recientemente, el bajista Alex Webster dijo: "Nunca habíamos pensado estar juntos por 20 años, pero en realidad no creemos separarnos en los próximos 5, 10, o 15 años". 
En 2012 lanzaron su duodécimo álbum, Torture, el cual incluye 12 canciones y 2 bonus tracks en vivo. El álbum fue producido en los estudios Sonic Ranch por Hate Eternal y el guitarrista Erik Rutan (ex Morbid Angel).

## Miembros
Miembros actuales:
- Alex Webster - bajo (1988–presente)
- Paul Mazurkiewicz - batería (1988–presente)
- Rob Barrett - guitarra líder (1993–1997), guitarra rítmica (2005–presente)
- George "Corpsegrinder" Fisher - voces (1995–presente)
- Erik Rutan - guitarra líder (2021–presente; giras 2019–2021)

Miembros anteriores: 
- Bob Rusay - guitarra líder (1988–1993)
- Chris Barnes - voces (1988–1995)
- Jack Owen - guitarra rítmica (1988–2004)
- Pat O'Brien: guitarra líder (1997–2021; inactivo 2018–2021)
- Jeremy Turner: guitarra rítmica (2004–2005; giras)

## Discografía
- 1990: Eaten Back to Life
- 1991: Butchered at Birth
- 1992: Tomb of the Mutilated
- 1994: The Bleeding
- 1996: Vile
- 1998: Gallery of Suicide
- 1999: Bloodthirst
- 2002: Gore Obsessed
- 2004: The Wretched Spawn
- 2006: Kill
- 2009: Evisceration Plague
- 2012: Torture
- 2014: A Skeletal Domain
- 2017: Red Before Black
- 2021: Violence Unimagined
- 2023: Chaos Horrific